# Линсешти (Њамц)
Линсешти (рум. Linsești) насеље је у Румунији у округу Њамц у општини Оничени. Oпштина се налази на надморској висини од 201 m.

## Становништво
Према подацима из 2002. године у насељу је живело 42 становника, од којих су сви румунске националности.